# Narodne novine

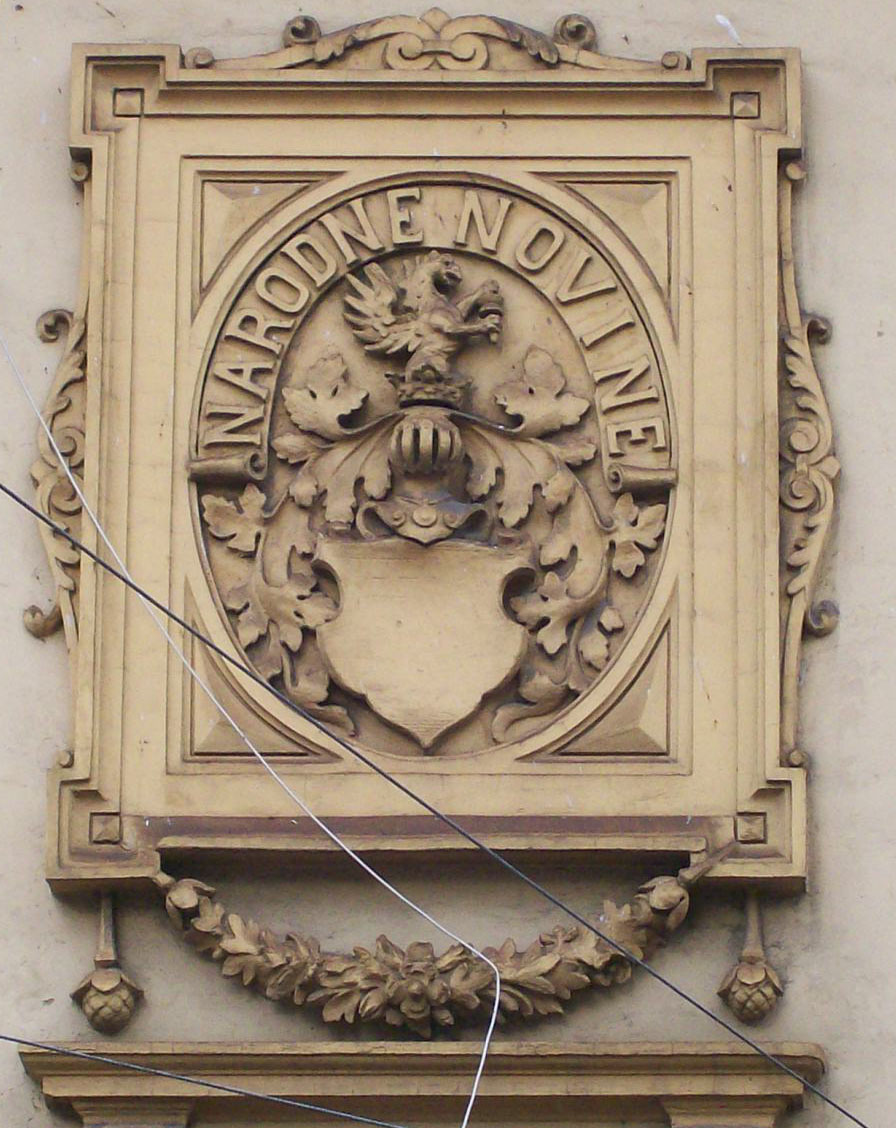
Bassorilievo con l'emblema di Narodne novine in via Frankopanska a Zagabria

Narodne novine (in italiano: "Giornale del popolo") è la gazzetta ufficiale della Repubblica di Croazia che pubblica leggi, regolamenti, appuntamenti e decisioni ufficiali. È pubblicato dall'omonima società.
Narodne novine iniziò le attività come Novine Horvatzke, edito per la prima volta il 6 gennaio 1835 da Ljudevit Gaj, che creò e stampò il documento. Il primo utilizzo di "Narodne novine" risale al 1843, ma nel corso degli anni il giornale cambiò diversi nomi, di solito secondo il nome dello stato di cui la Croazia faceva parte.
Gaj vendette al governo la casa editrice originale nel 1868. L'attuale incarnazione della società fu fondata ufficialmente nel 1952. Nel 2001 la società divenne una società pubblica (in croato: dioničko društvo).
Narodne novine come gazzetta ufficiale della Repubblica di Croazia promulga atti, leggi e altre norme e regolamenti del parlamento croato, statuti del governo croato e anche decreti del presidente della Repubblica.